# Aeropuerto Internacional de Johannesburgo-Oliver Reginald Tambo
El Aeropuerto Internacional de Johannesburgo o Aeropuerto O.R. Tambo es un aeropuerto que se localiza en Johannesburgo, Gauteng, Sudáfrica. Es usado como principal aeropuerto para viajes nacionales e internacionales de Sudáfrica y es el de mayor movimiento en África, siendo utilizado por más de 16 millones de pasajeros en 2005. El aeropuerto es la base de operaciones para la mayor aerolínea tanto de vuelos nacionales como internacionales de Sudáfrica, South African Airways, y lo es para otras aerolíneas locales menores.
Anteriormente se lo conocía oficialmente como Aeropuerto Internacional de Johannesburgo y antes de ello, Aeropuerto Internacional Jan Smuts (el anterior código OACI del aeropuerto, FAJS) en homenaje al estadista de ese nombre.
El primer cambio de nombre fue hecho en 1994 cuando el reformado gobierno de Sudáfrica implementó una política a nivel nacional de no utilizar nombres de políticos en el nombre de los aeropuertos.
Fue renombrado nuevamente el 27 de octubre de 2006 en homenaje a Oliver Tambo, el ex Presidente del partido sudafricano Congreso Nacional Africano.

## Historia
El Aeropuerto Internacional de Johannesburgo-Oliver Reginald Tambo fue construido en 1952 como Aeropuerto Jan Smuts, dos años después de su muerte, cerca de Kempton Park. Reemplazó al Aeropuerto Internacional de Palmietfontein, el cual había operado los vuelos a Europa desde 1945. El mismo año de su inauguración, tuvo la honorable distinción de marcar el inicio de la Era del Jet, cuando el primer vuelo comercial de un De Havilland Comet (el primer avión de pasajeros a chorro) despegó desde el Aeropuerto de Heathrow de Londres con destino a Johannesburgo.
El Aeropuerto Internacional OR Tambo fue utilizado como aeropuerto de prueba para el Concorde durante la década del 70, para analizar el comportamiento del avión durante el despegue y aterrizaje a grandes alturas. Durante la década del 1980 muchos países dejaron de comerciar con Sudáfrica a causa de las sanciones que implementaron las Naciones Unidas en contra de Sudáfrica en el marco de la lucha contra el apartheid, y muchas aerolíneas tuvieron que dejar de volar al aeropuerto. Estas sanciones le significaron a South African Airways el revocamiento de los derechos para volar sobre muchos países africanos, y además el riesgo de volar sobre algunos otros países africanos fue agravado por el derribo de un avión de pasajeros sobre Rodesia, forzándolos a volar bordeando el continente. Esto requirió de aeronaves especialmente diseñados como el Boeing 747-SP. Luego de la abolición del apartheid, el nombre del aeropuerto y el de los demás aeropuertos de Sudáfrica, fueron reemplazados por nombres políticamente neutrales y estas restricciones fueron finalizadas.
El aeropuerto sobrepasó al Aeropuerto Internacional de El Cairo en 1996 como el aeropuerto con mayor tráfico de pasajeros de África, y es el segundo en la región África-Próximo Oriente tras el Aeropuerto Internacional de Dubái. En 2006, el aeropuerto fue transitado por 16,1 millones de pasajeros[cita requerida], lo cual representa un incremento del 11% sobre el mismo período del 2005. Se estima que serán más de 21 millones de pasajeros por año para el 2010[cita requerida]. El aeropuerto es uno de los 100 aeropuertos de mayor movimiento en el mundo[cita requerida].
El 26 de noviembre de 2006, el aeropuerto se convirtió en el primero de África en recibir al Airbus A380[cita requerida]. El mismo aterrizó en Johannesburgo en su ruta hacia Sídney a través del Polo Sur con parte de una prueba de vuelo.

## Información del aeropuerto
El Aeropuerto Internacional OR Tambo es un aeropuerto "caluroso y elevado", lo que implica graves problemas para el comportamiento de las aeronaves. Está situado a una altitud de aproximadamente 1.680 metros del Nivel del mar, por lo que el aire es poco denso y esto tiene implicaciones en la actitud de las aeronaves (requieren mayor longitud de pista para despegar y aterrizar, pues un aire menos denso produce menos sustentación en despegue y menos resistencia aerodinámica de frenado en el aterrizaje). Por ejemplo, un vuelo desde Johannesburgo hacia Washington, actualmente operado con un Airbus A340-600, debe realizar una escala técnica en Dakar para repostar queroseno, dado que la aeronave no puede iniciar el vuelo con los tanques llenos en el momento del despegue debido a que sobrepasaría el peso máximo permitido en despegue para la longitud de pista del aeropuerto. Esto se debe a la reducción del rendimiento durante el despegue, donde una aeronave no puede despegar con carga completa de combustible, carga y pasajeros, y debe utilizar un mayor tramo de la pista para alcanzar la velocidad requerida para despegar. En contraste, el tramo de regreso del vuelo desde Washington hacia Johannesburgo es un vuelo de 14 horas sin escalas, con una mejor actuación de la aeronave en el Aeropuerto Internacional Washington-Dulles porque está casi al nivel del mar. El vuelo Washington-Johannesburgo fue el segundo vuelo comercial de pasajeros más largo del mundo en el 2006. Como South African Airways tiene interés en el mercado de África Occidental, algunos vuelos desde y hacia Estados Unidos se realizan vía Dakar, Senegal, incluso en la dirección Estados Unidos-Sudáfrica.
Hay dos pistas paralelas, en dirección norte-sur, y una pista en desuso que las cruza. La pista occidental, 03L/21R, tiene más de 4.400 m de largo, lo que lo convierte en una de las pistas más largas en aeropuertos internacionales. Esto se debe a que para solucionar parcialmente el problema anteriormente mencionado de la atmósfera se recurre a una mayor longitud de pista para que las aeronaves puedan despegar con mayor carga. Otro aeropuerto famoso por presentar este problema es el aeropuerto de la Ciudad de México.
En general, con la configuración habitual de vientos dominantes, los despegues se realizan en la pista occidental y los aterrizajes en la oriental, pero como es habitual en todos los aeropuertos, muchas veces una pista se usa para despegues y aterrizajes a la vez según las necesidades del tráfico, o si la situación climática y la dirección de los vientos lo requieren se puede invertir esta configuración, pasando los despegues a la oriental y los aterrizajes a la occidental.
Hay seis terminales en el Aeropuerto, sin embargo estos pueden ser separados en tres áreas: la Terminal Internacional, la Terminal Doméstica y la Terminal de Tránsito. La Terminal de Tránsito comprende partes en desuso de la antigua Terminal Doméstica. Ha sido demolida casi por completo para construir una nueva Terminal Central, el cual proveerá una conexión entre las Terminales Doméstica e Internacional, así como un área central para facturación y más puertas de embarque.
El Aeropuerto Internacional OR Tambo también alberga el Museo South African Airways, una sala llena de objetos de interés de South African Airways y el cual comenzó como una idea de dos fanáticos de la aerolínea, hasta que finalmente pudieron disponerlos para su exposición en una de las salas del Aeropuerto en 1987.
Thai Airways International ofrece tres vuelos directos semanales, los martes, jueves y sábados entre Bangkok y Johannesburgo en ambas direcciones. Utiliza la aeronave Boeing B777-200ER, con una capacidad para 292 pasajeros (30 en el Royal Silk Class y 262 en la clase económica) y comenzaron el 31 de octubre de 2006; el tiempo de vuelo es de 11 horas.

## Desarrollo
Airports Company of South Africa ha informado de que importantes desarrollos tendrán lugar en el aeropuerto como preparativo para la Copa Mundial de la FIFA Sudáfrica 2010. Estos incluyen la ampliación de la terminal internacional, con una nueva sala de embarque internacional que será capaz de operar con el nuevo Airbus A380 a la vez que incrementará la capacidad. Una nueva Terminal Central se está construyendo. Un estacionamiento adicional está siendo construido a un costo de 470 millones de rands frente a la Terminal Central, además la Terminal A está siendo renovada para aumentar el espacio disponible en el sector de Salidas Internacionales.
La Terminal Central (con un coste de 2 billones de rands) aumentará su capacidad mediante una configuración a tres niveles, permitiendo además el acceso directo desde las Terminales Doméstica e Internacional. Nuevos trasportines de equipajes serán añadidos para operar con el Airbus A380. Las llegadas se realizarán en el nivel 1 y las salidas desde el nivel 3, el nivel 2 será destinado a locales comerciales. La estación del Gautrain Rapid Rail Link se ubicará sobre la terminal. 
La construcción de la Terminal Internacional (con un costo de 535 millones de rands aumentará la capacidad de las llegadas y salidas internacionales mediante una estructura que tendrá nueve nuevas puertas de embarque, cuatro de las cuales son compatibles con el Airbus A380. Las pasarelas ya están colocadas y los locales libres de impuestos serán ampliados hasta este sector. Salas de espera adicionales y salas de preembarque serán construidas en el nivel superior.
La nueva zona de embarque internacional y la renovada Terminal Central se espera que estén terminados para 2009. Una segunda terminal entre las dos pistas también ha sido propuesta, la cual estaría finalizada en 2012. Tendrá sus propias instalaciones para realizar la facturación, tanto para vuelos nacionales como internacionales, puertas de embarque, locales comerciales y salas de estar, y tendrá un costo total de 8 millones de rands. Se espera que el tráfico del aeropuerto alcance los 24 millones de pasajeros anuales para 2015. 
Es muy probable que el aeropuerto pueda ver la llegada de los nuevos Airbus A380 en su primer año de servicio, debido a que ya se han acometido las obras necesarias para albergar a dicho avión, y sumado a esto muchas aerolíneas ofrecen servicios de larga distancia a Johannesburgo. Por ejemplo, hay por lo menos siete vuelos diarios desde Londres, muchos de los cuales utilizan Boeing 747-400.

## Aerolíneas y destinos

### Destinos nacionales
| Aerolíneas            | Destinos                                                                                |
| --------------------- | --------------------------------------------------------------------------------------- |
| Airlink               | Mthatha, Nelspruit, Phalaborwa, Pietermaritzburg, Polokwane, Shishen, Skukuza, Upington |
| CEM Air               | Margate, Plettenberg Bay, Sishen                                                        |
| FlySafair             | Ciudad del Cabo, George, Port Elizabeth                                                 |
| South African Airways | Ciudad del Cabo, Durban, Port Elizabeth                                                 |

### Destinos internacionales
| Ciudades por países             | Nombre del aeropuerto                              | Aerolíneas                                | Aeronaves        | Frecuencias semanales |        |
| África                          | África                                             | África                                    | África           | África                | África |
| ------------------------------- | -------------------------------------------------- | ----------------------------------------- | ---------------- | --------------------- | ------ |
| Angola                          |                                                    |                                           |                  |                       |        |
| Luanda                          | Aeropuerto Quatro de Fevereiro                     | TAAG Angola Airlines                      |                  |                       |        |
| Botsuana                        |                                                    |                                           |                  |                       |        |
| Gaborone                        | Aeropuerto Internacional Sir Seretse Khama         | Air Botswana                              |                  |                       |        |
| Maun                            | Aeropuerto de Maun                                 | Air Botswana                              |                  |                       |        |
| Camerún                         |                                                    |                                           |                  |                       |        |
| Duala                           | Aeropuerto Internacional de Duala                  | ASKY Airlines                             |                  |                       |        |
| Egipto                          |                                                    |                                           |                  |                       |        |
| El Cairo                        | Aeropuerto Internacional de El Cairo               | Egyptair                                  |                  |                       |        |
| Etiopía                         |                                                    |                                           |                  |                       |        |
| Adís Abeba                      | Aeropuerto Internacional Bole                      | Ethiopian                                 |                  |                       |        |
| Gabón                           |                                                    |                                           |                  |                       |        |
| Libreville                      | Aeropuerto Internacional de Libreville-Leon M'ba   | ASKY Airlines                             |                  |                       |        |
| Ghana                           |                                                    |                                           |                  |                       |        |
| Acra                            | Aeropuerto Internacional Kotoka                    | South African Airways                     |                  |                       |        |
| Kenia                           |                                                    |                                           |                  |                       |        |
| Nairobi                         | Aeropuerto Internacional Jomo Kenyatta             | Kenya Airways                             |                  |                       |        |
| Madagascar                      |                                                    |                                           |                  |                       |        |
| Antananarivo                    | Aeropuerto Internacional Ivato                     | Air Madagascar                            |                  |                       |        |
| Nosy Be                         | Aeropuerto Fascene                                 | Airlink                                   |                  |                       |        |
| Malaui                          |                                                    |                                           |                  |                       |        |
| Blantyre                        | Aeropuerto Internacional Chileka                   | Malawi Airlines                           |                  |                       |        |
| Lilongüe                        | Aeropuerto Internacional de Lilongüe               | Malawi Airlines                           |                  |                       |        |
| Mauricio                        |                                                    |                                           |                  |                       |        |
| Port Louis                      | Aeropuerto Internacional Sir Seewoosagur Ramgoolam | Air Mauritius South African Airways       | A3x0 A3xx        |                       |        |
| Mozambique                      |                                                    |                                           |                  |                       |        |
| Beira                           | Aeropuerto de Beira                                | LAM Mozambique Airlines                   |                  |                       |        |
| Maputo                          | Aeropuerto Internacional de Maputo                 | LAM Mozambique Airlines                   |                  |                       |        |
| Pemba                           | Aeropuerto de Pemba                                | LAM Mozambique Airlines                   |                  |                       |        |
| Tete                            | Aeropuerto de Tete                                 | LAM Mozambique Airlines                   |                  |                       |        |
| Namibia                         |                                                    |                                           |                  |                       |        |
| Walvis Bay                      | Aeropuerto Internacional de Walvis Bay             | Airlink                                   |                  |                       |        |
| Windhoek                        | Aeropuerto Internacional de Windhoek Hosea Kutako  | South African Airways                     |                  |                       |        |
| Nigeria                         |                                                    |                                           |                  |                       |        |
| Lagos                           | Aeropuerto Internacional Murtala Muhammed          | ASKY Airlines South African Airways       |                  |                       |        |
| República Democrática del Congo |                                                    |                                           |                  |                       |        |
| Kinsasa                         | Aeropuerto Internacional de N'Djili                | South African Airways                     |                  |                       |        |
| Reunión                         |                                                    |                                           |                  |                       |        |
| Saint-Denis                     | Aeropuerto de Saint Denis-Roland Garros            | Air Austral                               |                  |                       |        |
| Ruanda                          |                                                    |                                           |                  |                       |        |
| Kigali                          | Aeropuerto Internacional de Kigali                 | RwandAir                                  |                  |                       |        |
| Seychelles                      |                                                    |                                           |                  |                       |        |
| Mahé                            | Aeropuerto Internacional de Seychelles             | Air Seychelles                            | A320-251N        |                       |        |
| Tanzania                        |                                                    |                                           |                  |                       |        |
| Zanzíbar                        | Aeropuerto Internacional de Zanzíbar               | FlySafair                                 | B737             |                       |        |
| Uganda                          |                                                    |                                           |                  |                       |        |
| Entebbe                         | Aeropuerto Internacional de Entebbe                | Uganda Airlines                           | CRJ900           |                       |        |
| Zambia                          |                                                    |                                           |                  |                       |        |
| Livingstone                     | Aeropuerto de Livingstone                          | Airlink                                   |                  |                       |        |
| Lusaka                          | Aeropuerto Internacional de Lusaka                 | RwandAir South African Airways            |                  |                       |        |
| Ndola                           | Aeropuerto de Ndola                                | Proflight Zambia                          |                  |                       |        |
| Zimbabue                        |                                                    |                                           |                  |                       |        |
| Bulawayo                        | Aeropuerto Internacional Joshua Mqabuko Nkomo      | Airlink Fastjet                           |                  |                       |        |
| Harare                          | Aeropuerto Internacional de Harare                 | Airlink Fastjet South African Airways     |                  |                       |        |
| Victoria Falls                  | Aeropuerto de Victoria Falls                       | South African Airways                     |                  |                       |        |
| Norteamérica                    |                                                    |                                           |                  |                       |        |
| Estados Unidos                  |                                                    |                                           |                  |                       |        |
| Atlanta                         | Aeropuerto Internacional Hartsfield-Jackson        | Delta Air Lines                           | A350-941         |                       |        |
| Newark                          | Aeropuerto Internacional Libertad de Newark        | United Airlines                           | B787-9           | 7                     |        |
| Sudamérica                      |                                                    |                                           |                  |                       |        |
| Brasil                          |                                                    |                                           |                  |                       |        |
| São Paulo                       | Aeropuerto Internacional de São Paulo-Guarulhos    | LATAM Brasil South African Airways        | B787-9 A330-343E |                       |        |
| Asia                            |                                                    |                                           |                  |                       |        |
| Arabia Saudita                  |                                                    |                                           |                  |                       |        |
| Yida                            | Aeropuerto Internacional Rey Khalid                | Saudia                                    | B787             |                       |        |
| Catar                           |                                                    |                                           |                  |                       |        |
| Doha                            | Aeropuerto Internacional Hamad                     | Qatar Airways                             |                  |                       |        |
| China                           |                                                    |                                           |                  |                       |        |
| Pekín                           | Aeropuerto Internacional de Pekín-Capital          | Air China                                 | A350-941         |                       |        |
| Shenzhen                        | Aeropuerto Internacional de Shenzhen-Bao'an        | Air China                                 | A350-941         |                       |        |
| EAU                             |                                                    |                                           |                  |                       |        |
| Abu Dabi                        | Aeropuerto Internacional de Abu Dabi               | Etihad Airways                            | B7x7             |                       |        |
| Dubái                           | Aeropuerto Internacional de Dubái                  | Emirates                                  |                  |                       |        |
| Hong Kong                       |                                                    |                                           |                  |                       |        |
| Hong Kong                       | Aeropuerto Internacional de Hong Kong              | Cathay Pacific                            | A350-941         |                       |        |
| Singapur                        |                                                    |                                           |                  |                       |        |
| Singapur                        | Aeropuerto Internacional de Singapur               | Singapore Airlines                        |                  |                       |        |
| Europa                          |                                                    |                                           |                  |                       |        |
| Alemania                        |                                                    |                                           |                  |                       |        |
| Fráncfort del Meno              | Aeropuerto de Fráncfort del Meno                   | Lufthansa                                 | B747-830         |                       |        |
| Francia                         |                                                    |                                           |                  |                       |        |
| París                           | Aeropuerto de París-Charles de Gaulle              | Air France                                | B777             |                       |        |
| Países Bajos                    |                                                    |                                           |                  |                       |        |
| Ámsterdam                       | Aeropuerto de Ámsterdam-Schiphol                   | KLM                                       | B777             |                       |        |
| Reino Unido                     |                                                    |                                           |                  |                       |        |
| Londres                         | Aeropuerto de Londres-Heathrow                     | British Airways Virgin Atlantic           | B787-9           |                       |        |
| Suiza                           |                                                    |                                           |                  |                       |        |
| Zúrich                          | Aeropuerto Internacional de Zúrich                 | Swiss                                     | A340-313X        |                       |        |
| Turquía                         |                                                    |                                           |                  |                       |        |
| Estambul                        | Aeropuerto de Estambul                             | Turkish Airlines                          |                  |                       |        |
| Oceanía                         |                                                    |                                           |                  |                       |        |
| Australia                       |                                                    |                                           |                  |                       |        |
| Perth                           | Aeropuerto de Perth                                | Qantas (Estacional) South African Airways | A340-300         |                       |        |
| Sídney                          | Aeropuerto Internacional de Sídney Occidental      | Qantas                                    | B787-9           |                       |        |

### Aerolíneas de carga
- Atlas Air
- Cargolux
- Emirates SkyCargo
- FedEx Express
- KLM Cargo
- Lufthansa Cargo
- Martinair Cargo
- Safair
- Saudia Cargo
- Singapore Airlines Cargo
- South African Airways
- Wimbi Dira Airways

## Estadísticas

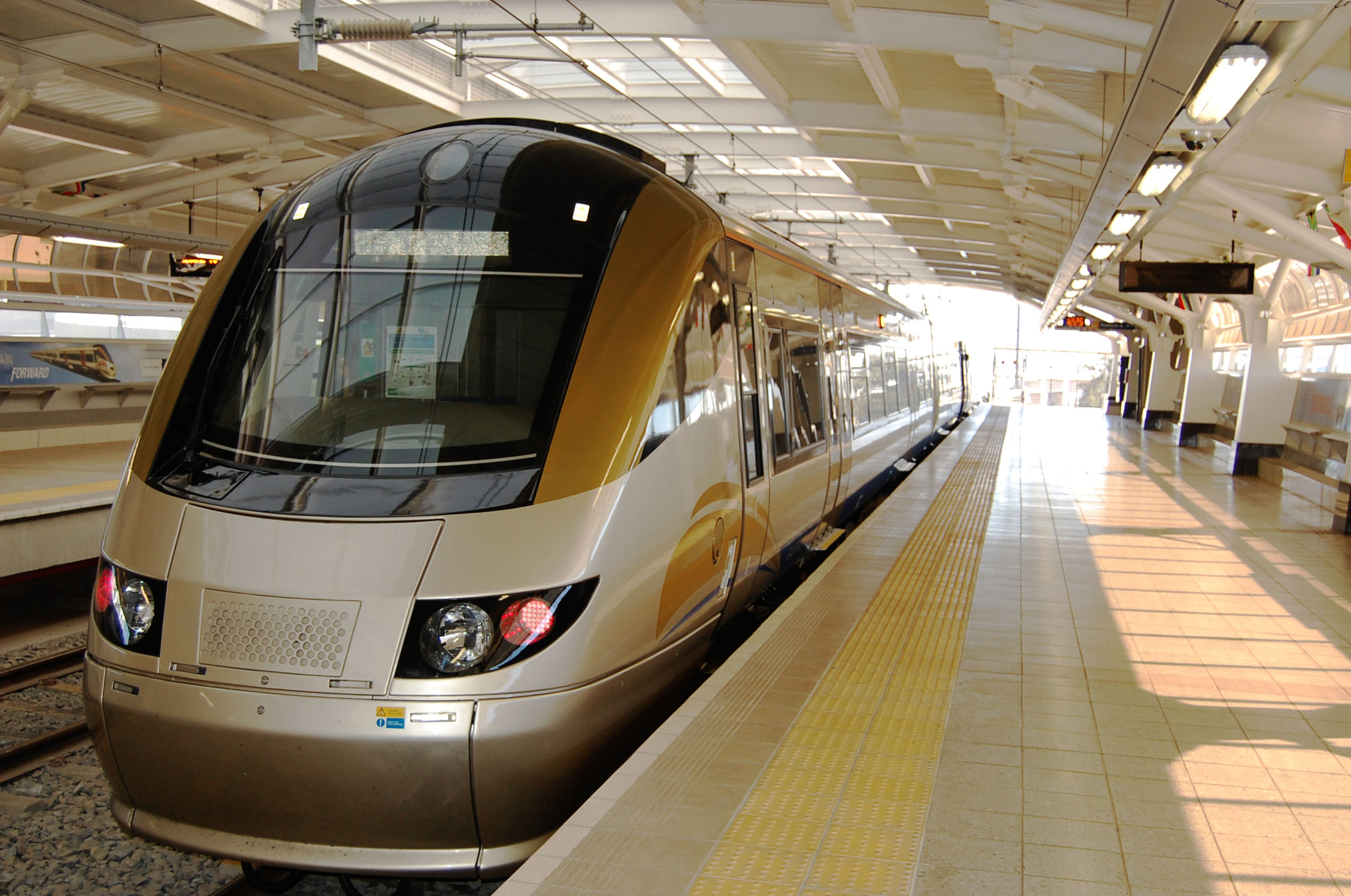
Gautrain en la estación de tren del aeropuerto

Ver fuente y consulta Wikidata.

## Cambio de nombre
A fines de 2005, un cambio de nombre fue propuesto para el aeropuerto a Aeropuerto Internacional OR Tambo, en homenaje al ex Presidente del Congreso Nacional Africano y activista en contra del apartheid, en un aparente cambio al precedente de aeropuertos con nombres neutrales. El cambio de nombre fue anunciado en el Boletín Oficial del Gobierno de Sudáfrica el 30 de junio de 2006, otorgando un plazo de 30 días a los ciudadanos para recibir objeciones. El cambio de nombre fue implementado el 27 de octubre de 2006 con la presentación de las nuevas señales en el aeropuerto.
Los críticos apuntaron a los gastos que ocasionaron el renombramiento del aeropuerto, y la decisión de usar a un político como nombre sería poco clara, confusa y en cierto modo, ofensiva. Corne Mulder del Partido de Freedom Front Plus ha calificado al cambio de nombre como "simplemente un oportunismo político e intentos del Congreso Nacional Africano por esquivar los verdaderos asuntos económico-sociales del país".
Parece, sin embargo, que el gobierno sudafricano ha abandonado su política de nombramiento de aeropuertos porque recientemente fue anunciado que un nuevo aeropuerto conocido como Aeropuerto Internacional Rey Shaka está por ser construido en KwaZulu-Natal.
O.R. Tambo es también una municipalidad regional en la Provincia Oriental del Cabo. Tiene un aeropuerto internacional el cual fue conocido como Aeropuerto Kaiser D. Matanzima, en honor a Kaiser Matanzima.

## Tránsito ferroviario
Existen planes para crear nuevas terminales de tránsito entre las terminales doméstica e internacional, el cual también albergará la estación Gautrain, uniendo el aeropuerto a Sandton, uno de los principales distritos financieros y principal área turística del Área Metropolitana del Gran Johannesburgo.
En septiembre de 2006, la provincia de Gauteng, firmó un contrato con Bombardier Transportation para la construcción de una conexión ferroviaria enlazando Johannesburgo, Tshwane, y el aeropuerto, cuya construcción empezará de inmediato.

## Galería

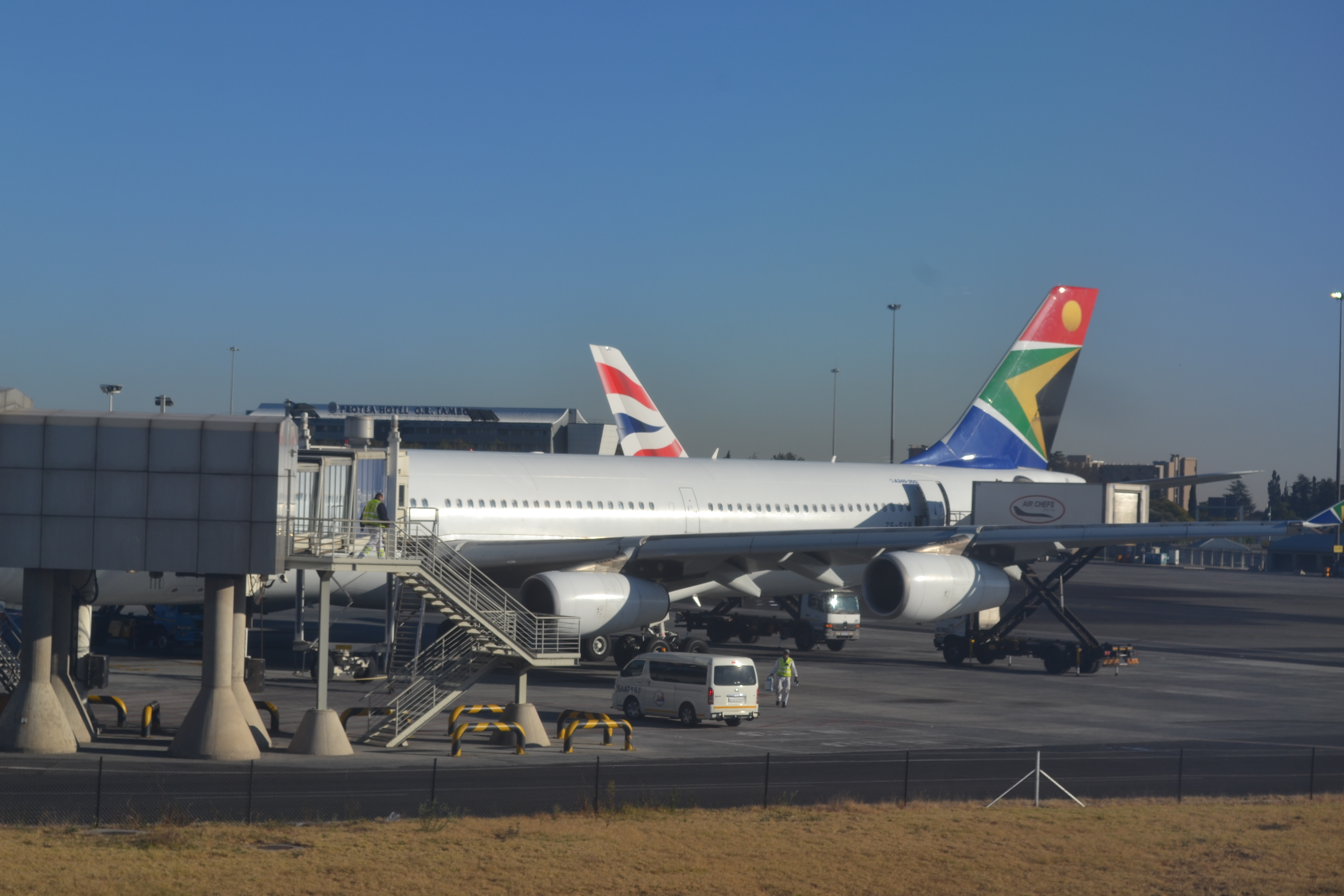
Airbus A340 de South African Airways en el Aeropuerto Internacional OR Tambo de Johannesburgo, Sudáfrica
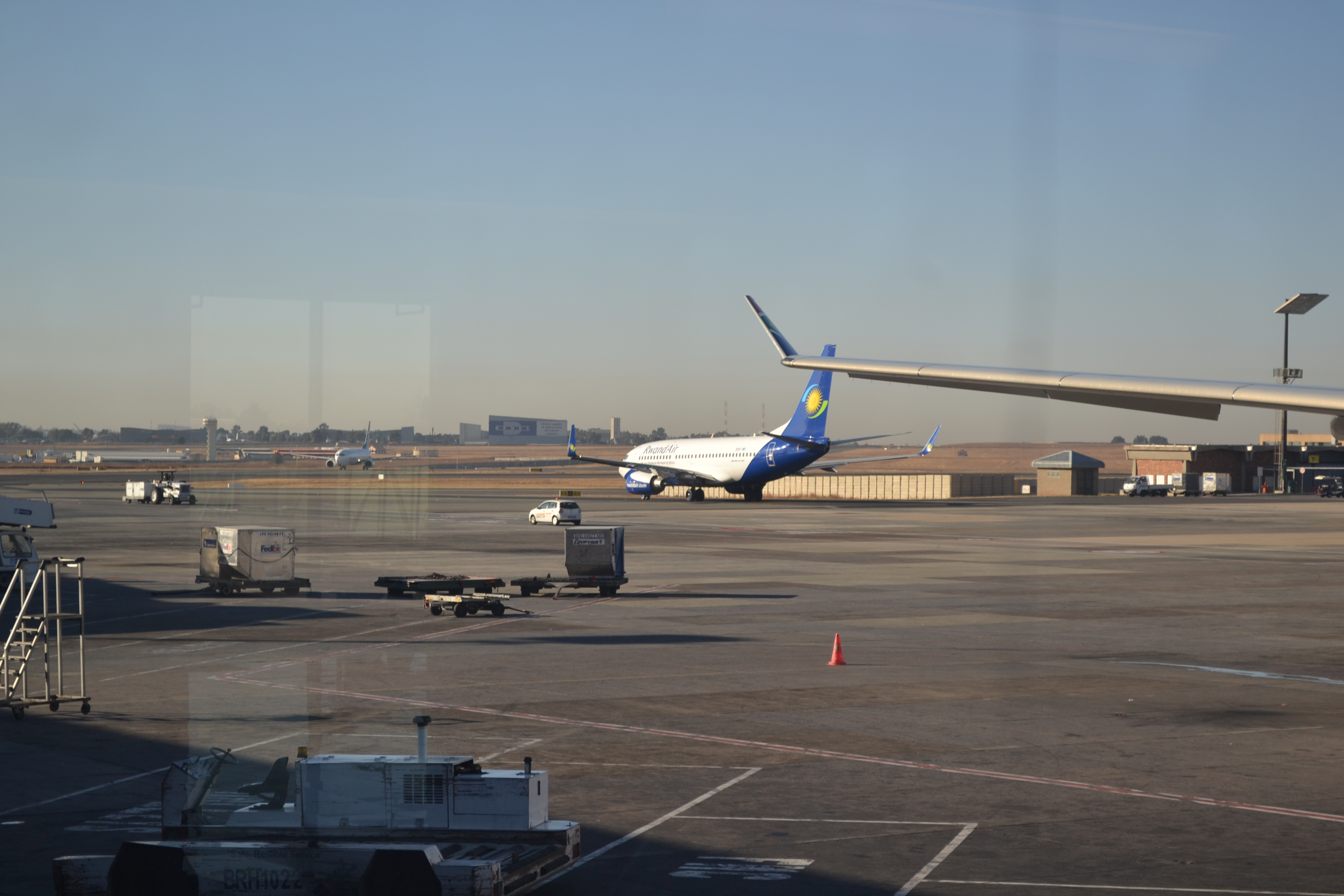
Boeing 737 de Rwandair Express en el Aeropuerto Internacional OR Tambo en Johannesburgo, Sudáfrica
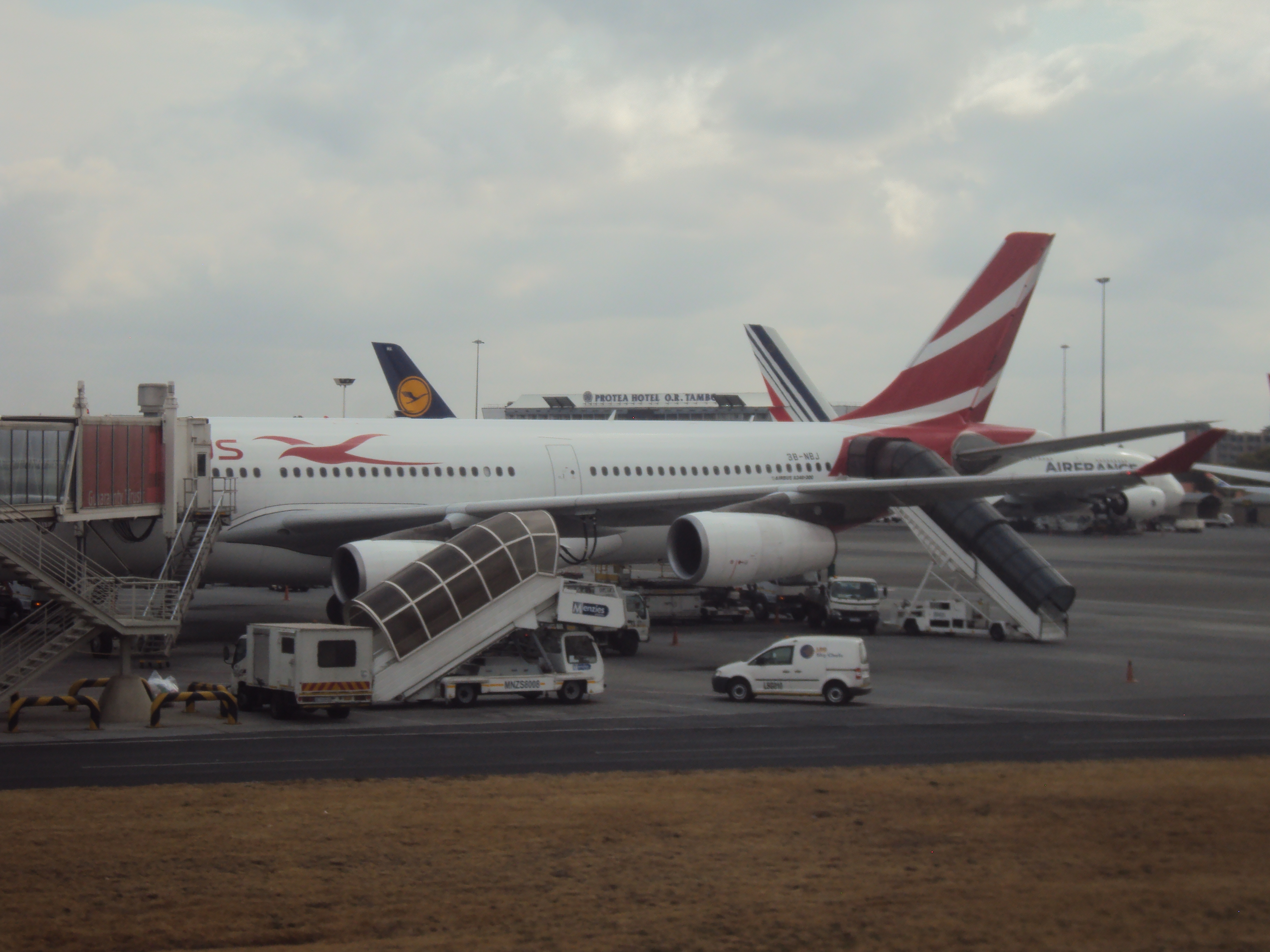
Airbus A340 de Air Mauritius en el Aeropuerto Internacional OR Tambo de Johannesburgo, Sudáfrica
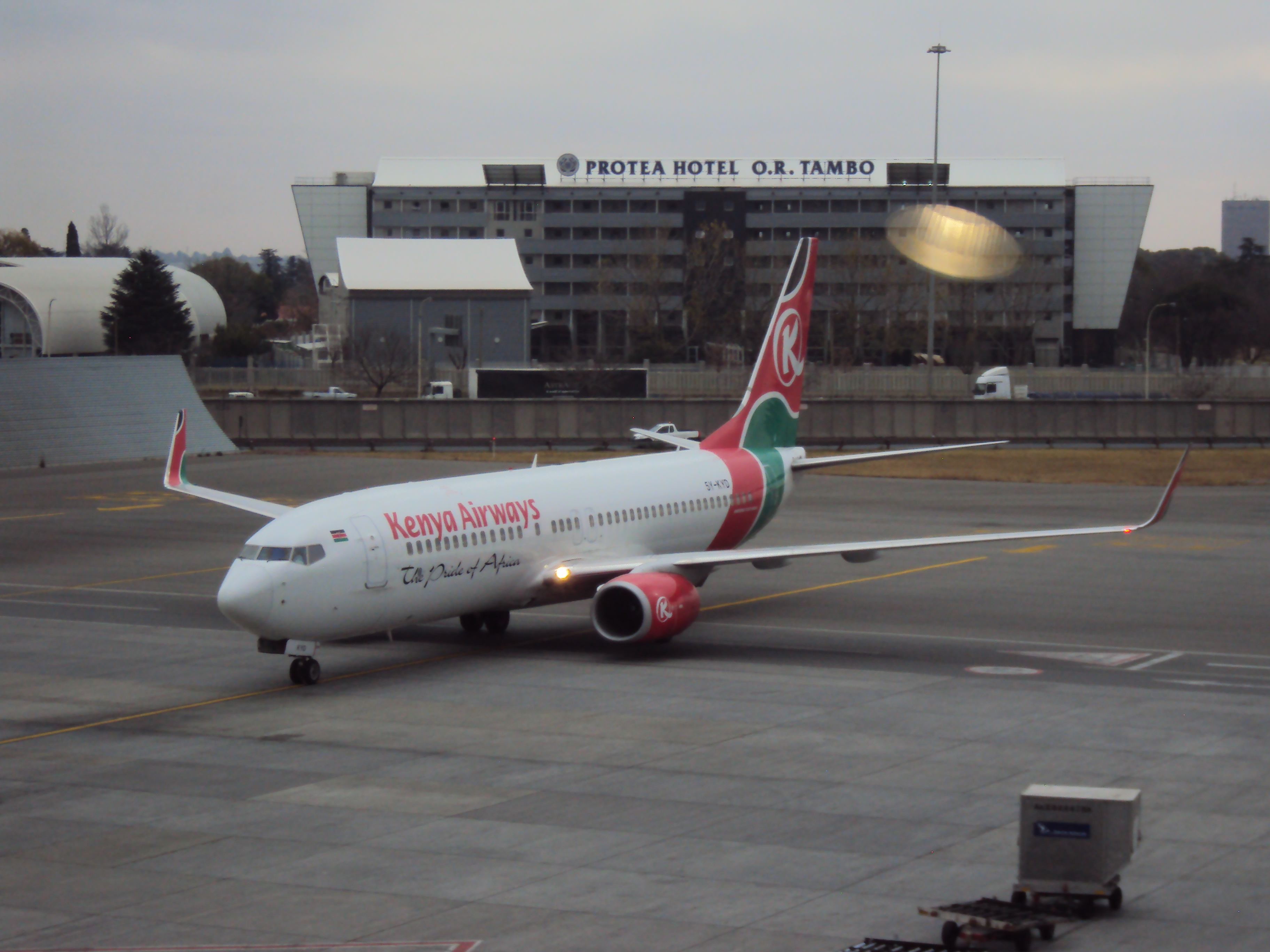
Boeing 737 de Kenya Airways en el Aeropuerto Internacional OR Tambo de Johannesburgo, Sudáfrica
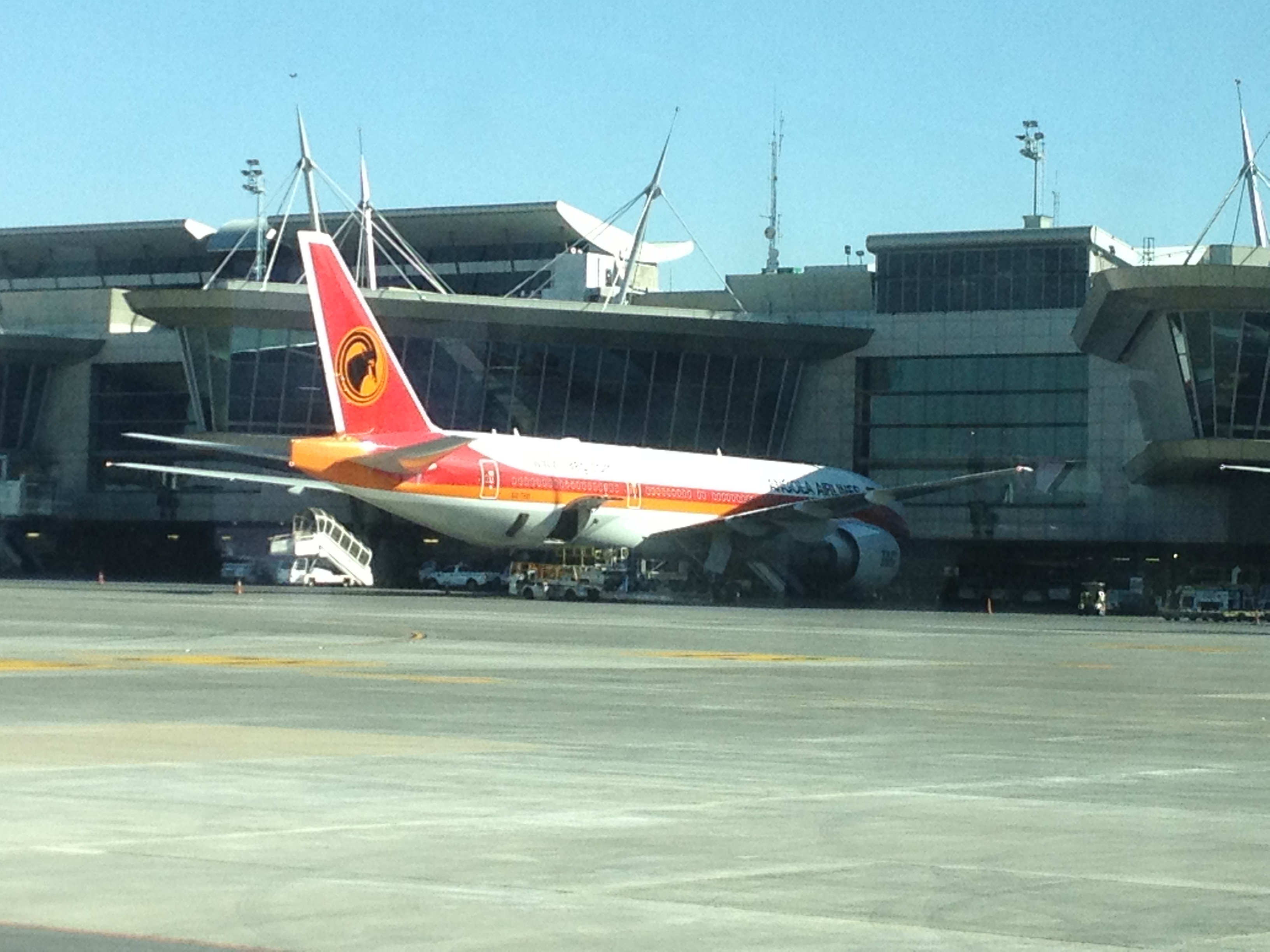
TAAG Angola Airlines en el Aeropuerto Internacional OR Tambo de Johannesburgo, Sudáfrica
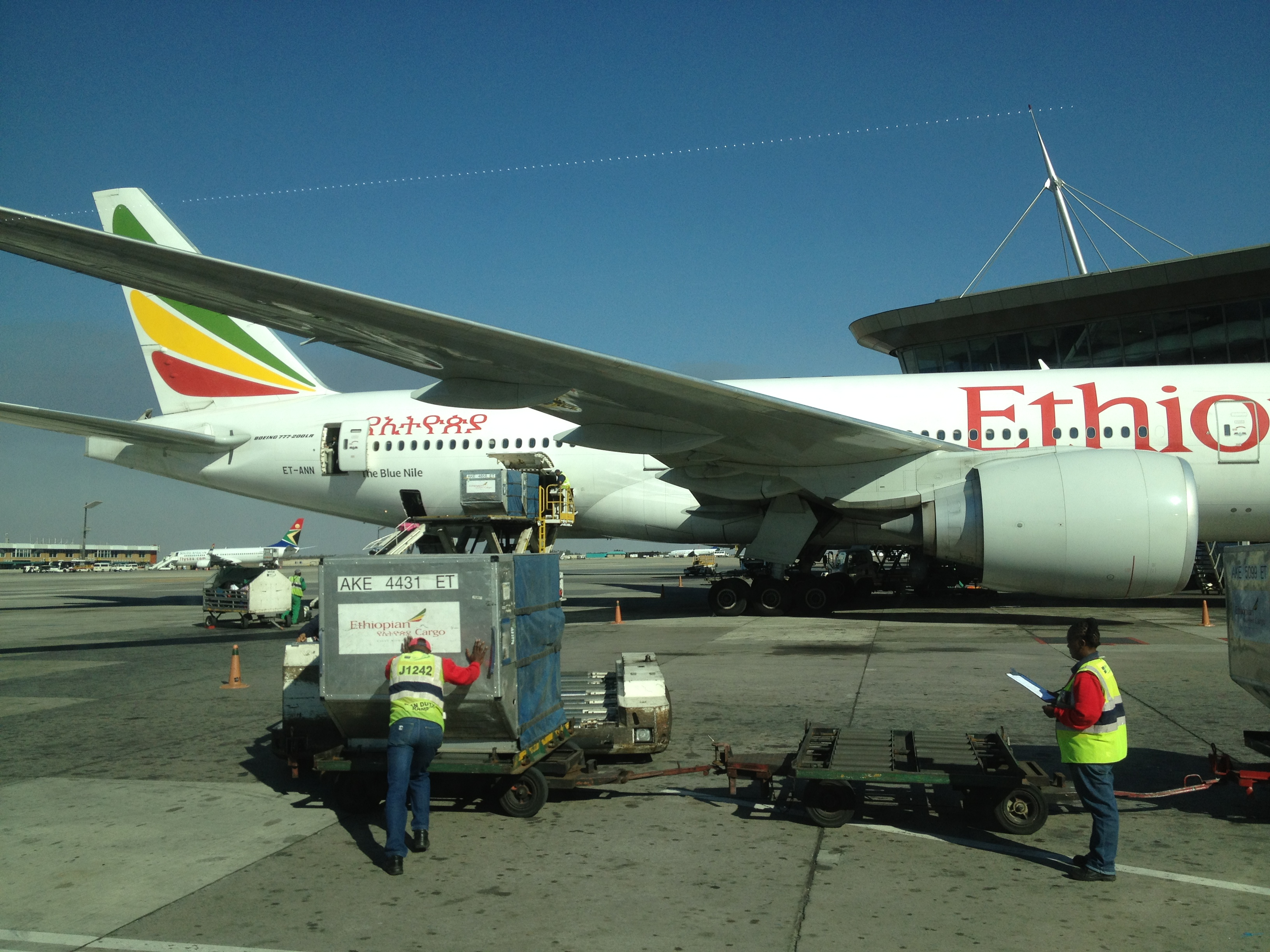
Ethiopian Airlines en el Aeropuerto Internacional OR Tambo de Johannesburgo, Sudáfrica
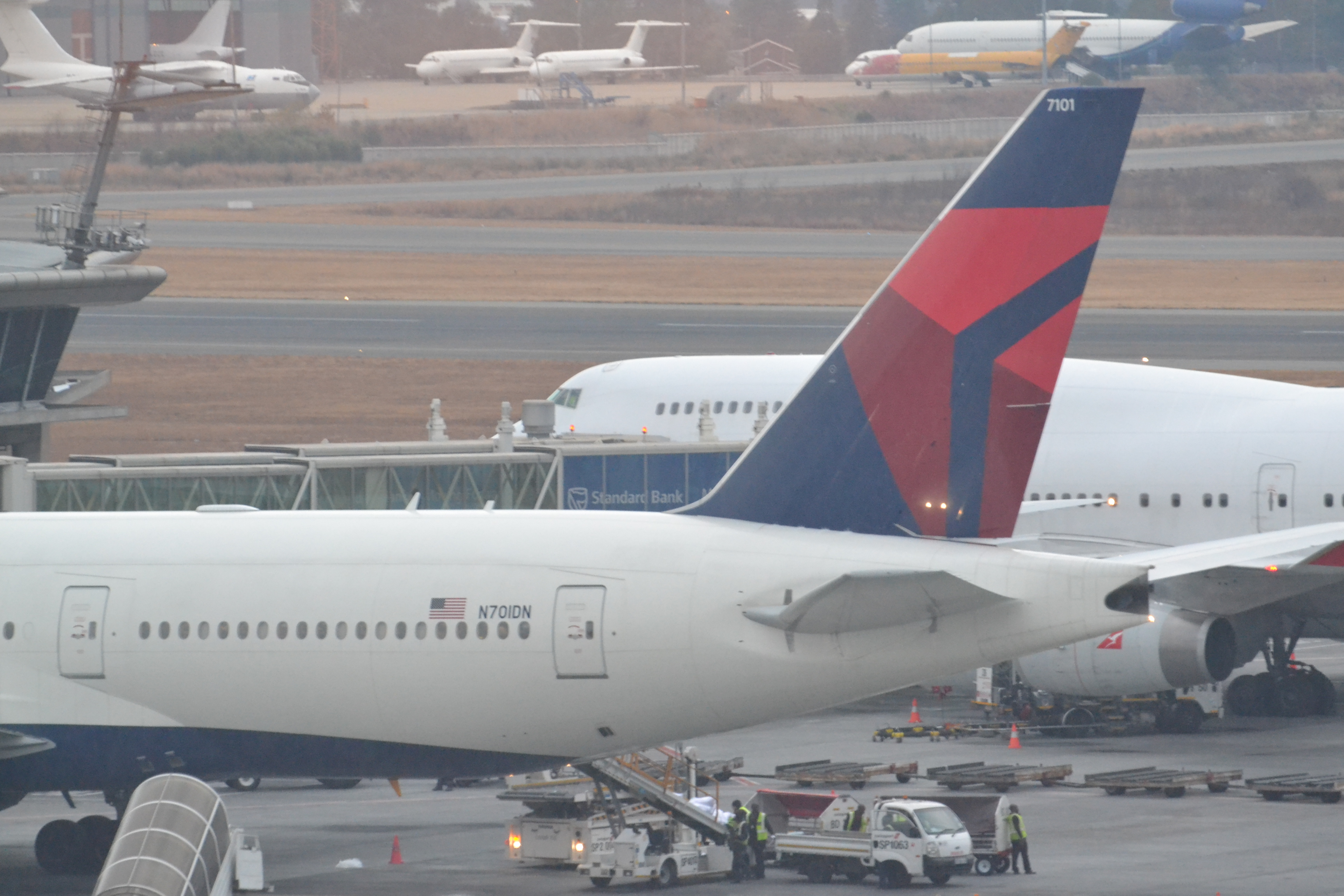
Boeing 777 de Delta Air Lines en el Aeropuerto Internacional OR Tambo de Johannesburgo, Sudáfrica
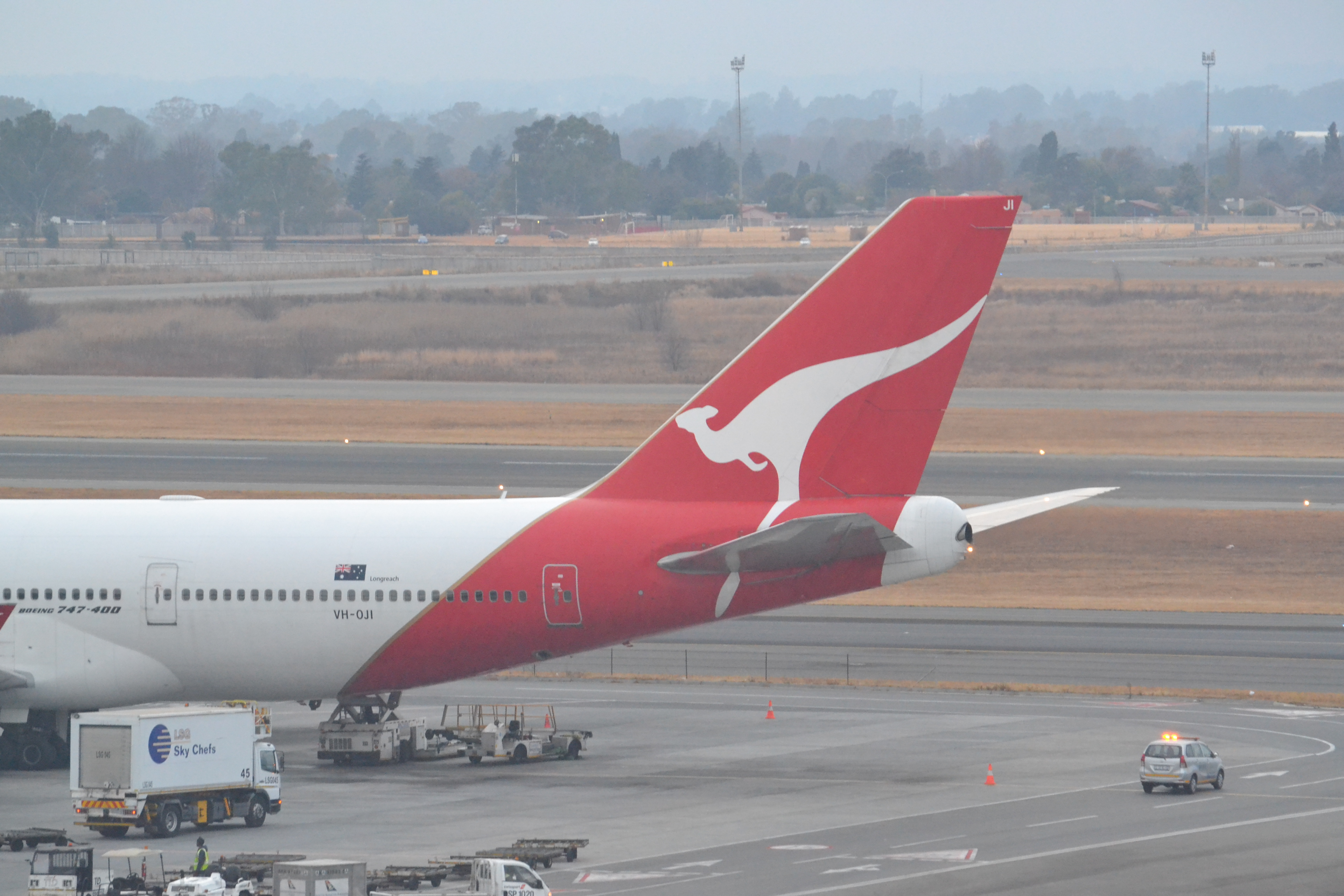
Boeing 747 de Qantas en el Aeropuerto Internacional OR Tambo de Johannesburgo, Sudáfrica
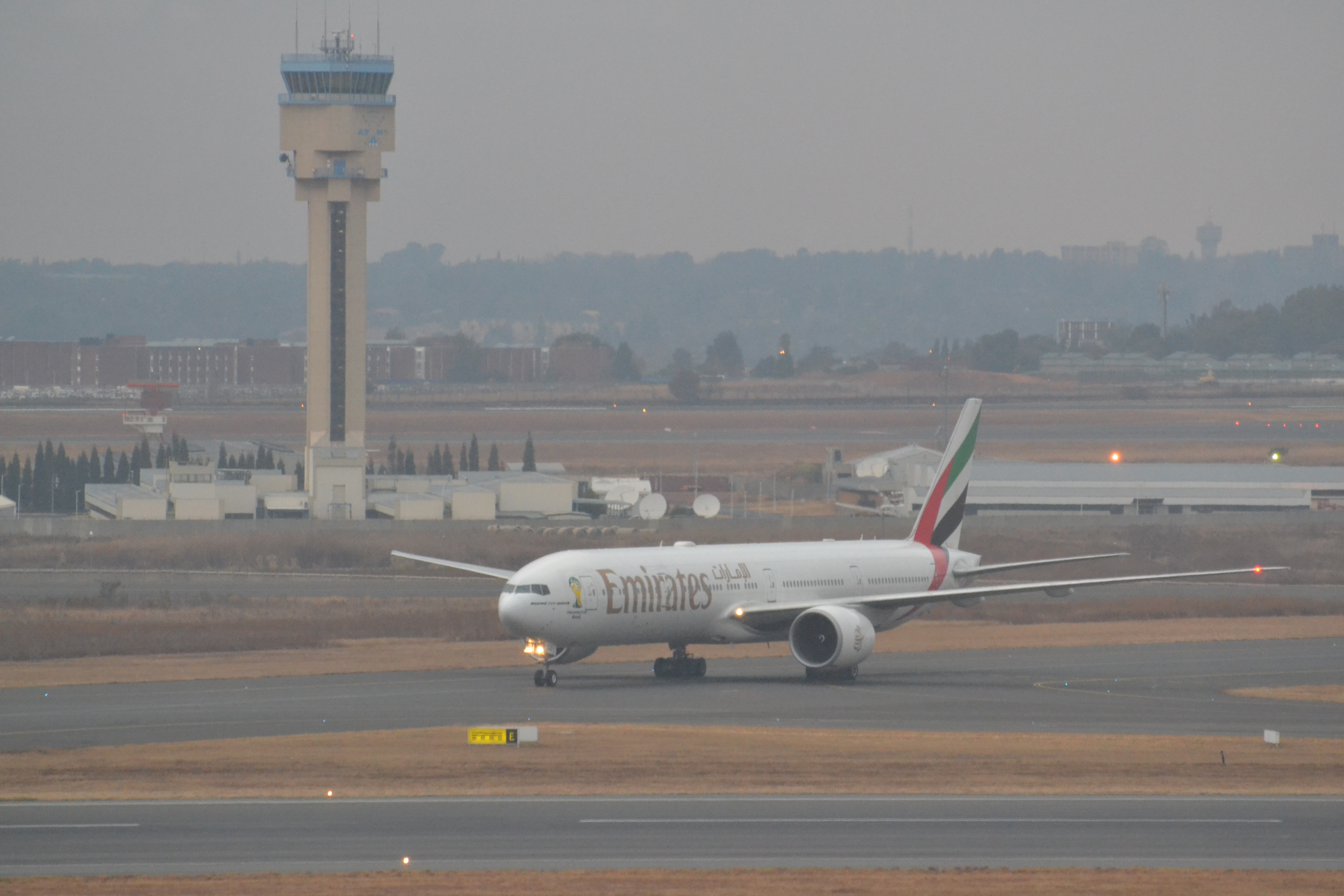
Boeing 777 de Emirates OR Tambo International Airport in Johannesburg, South Africa
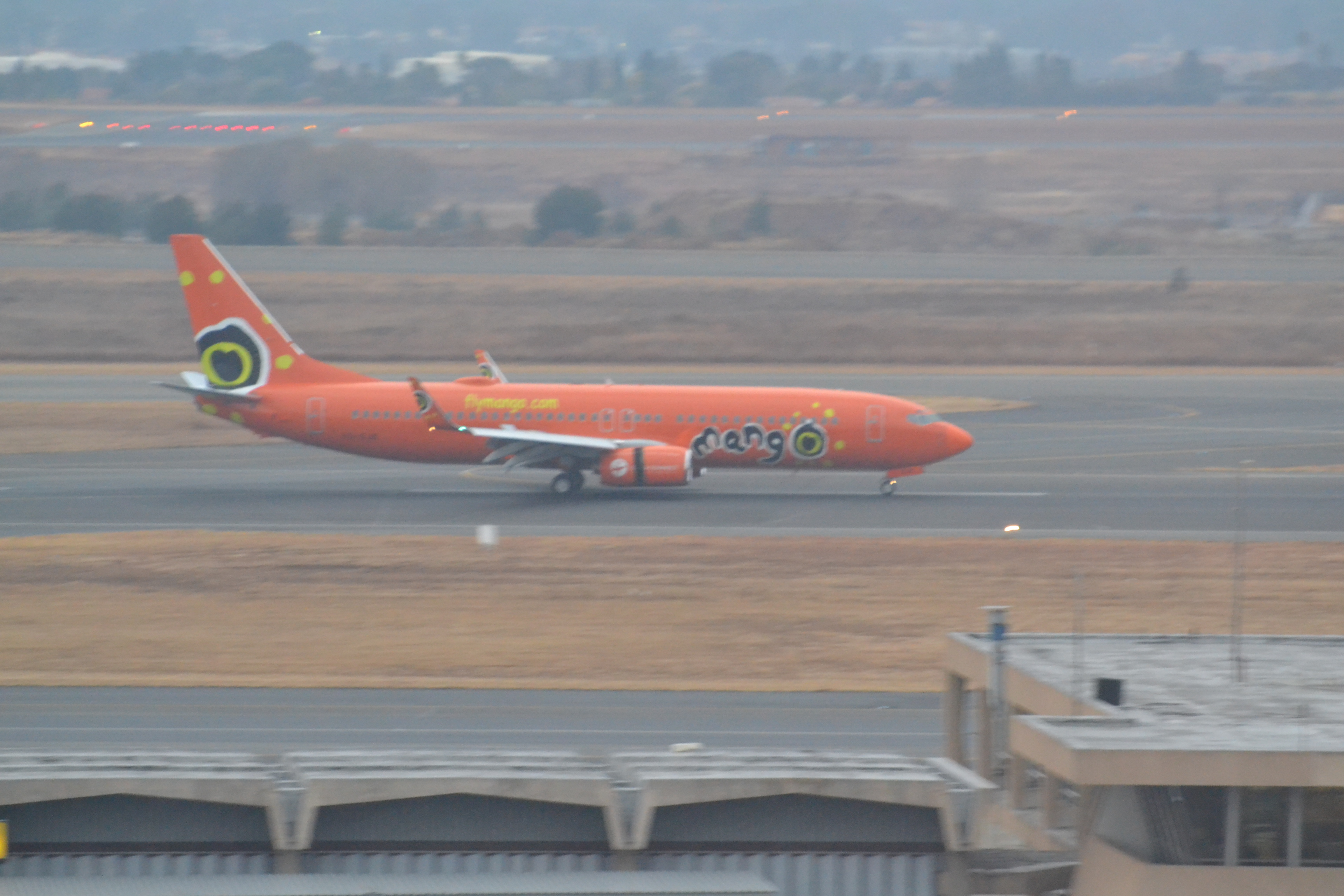
Boeing 737 de Mango (aerolínea) en el Aeropuerto Internacional OR Tambo de Johannesburgo, Sudáfrica
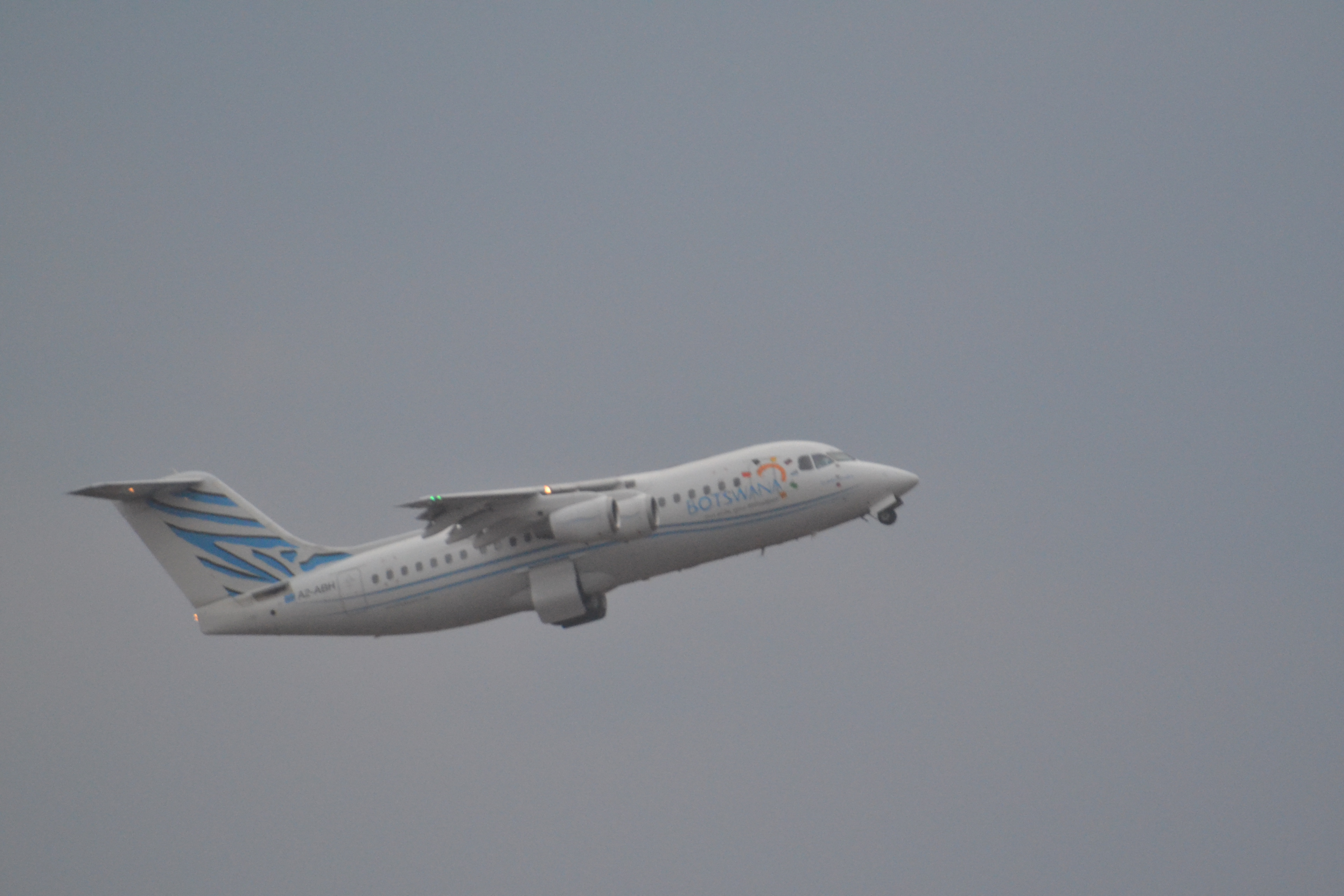
BAe 146 de Air Botswana despegando del Aeropuerto Internacional OR Tambo de Johannesburgo, Sudáfrica
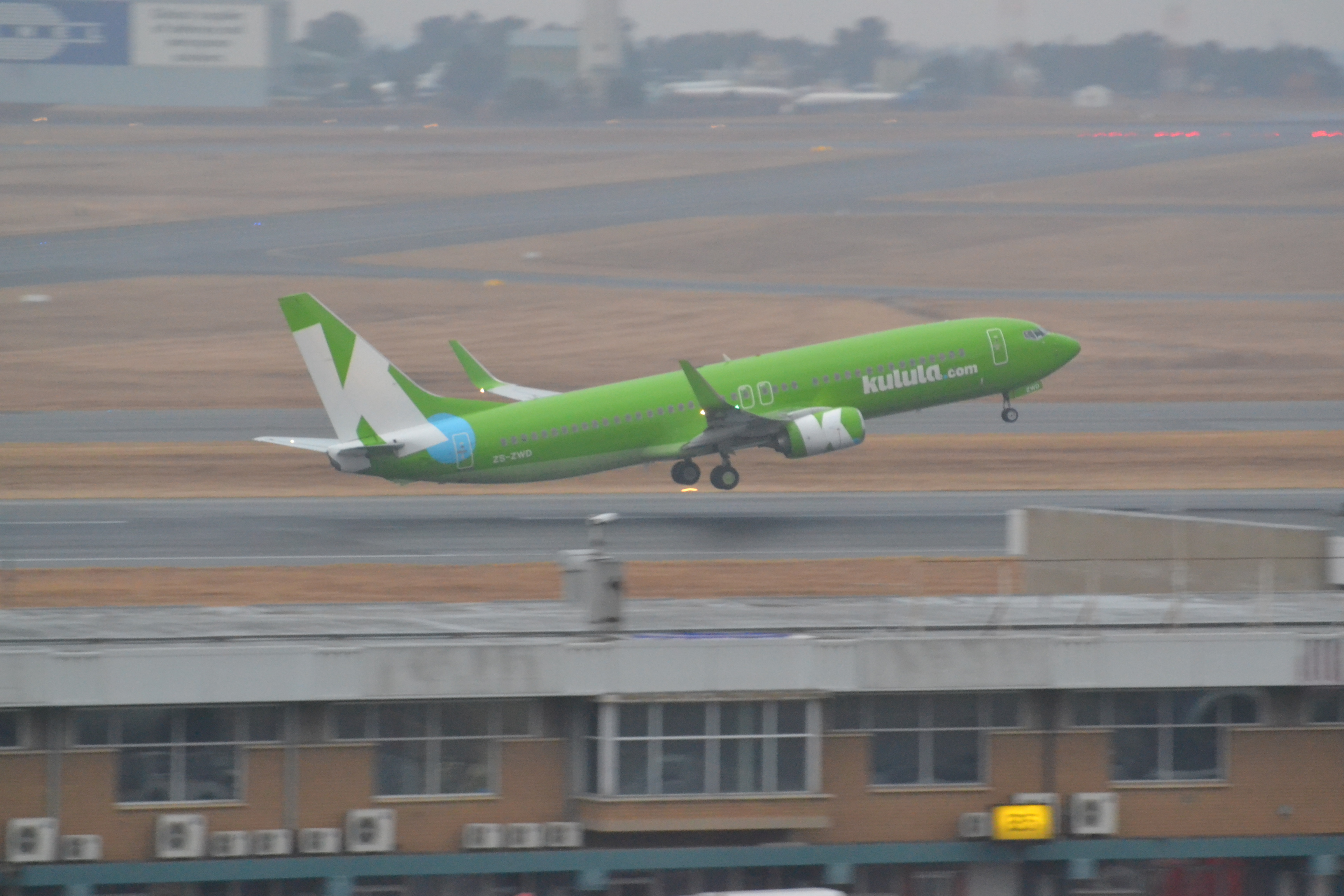
Boeing 737 de Kulula Air despegando del Aeropuerto Internacional OR Tambo de Johannesburgo, Sudáfrica